# National Society of Film Critics Award/Beste Hauptdarstellerin

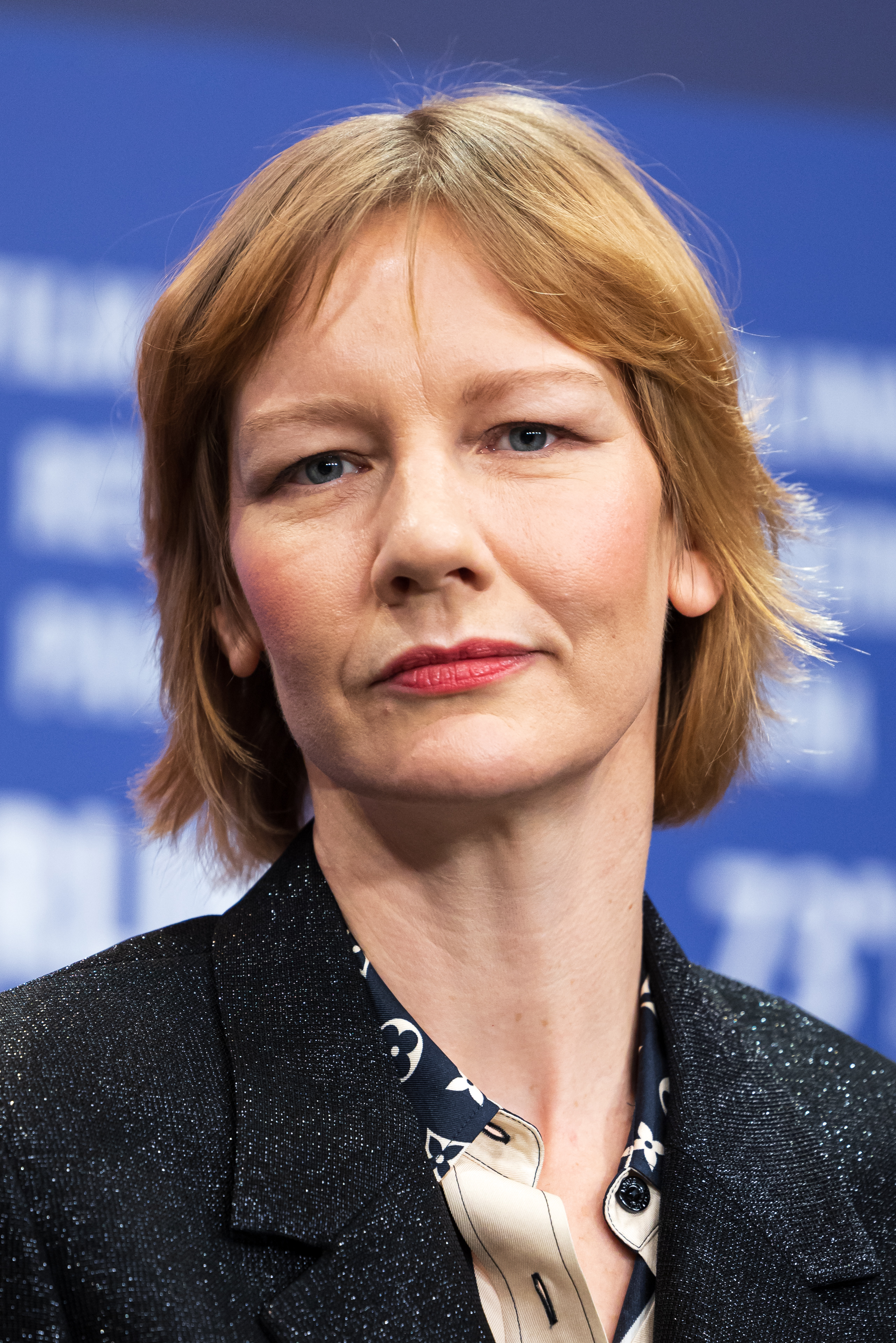
Preisträgerin 2024: Sandra Hüller (Anatomie eines Falls)

Gewinner des Preises der National Society of Film Critics in der Kategorie Beste Hauptdarstellerin (Best Actress). Die Auszeichnungen werden alljährlich Anfang Januar für die besten Filmproduktionen und Filmschaffenden des zurückliegenden Kalenderjahres präsentiert. 1975 und 1977 fanden jeweils zwei Preisverleihungen im Januar und Dezember statt, woraufhin der National Society of Film Critics Award im Jahr 1976 und 1978 nicht vergeben wurde.
Am erfolgreichsten in dieser Kategorie waren die norwegische Schauspielerin Liv Ullmann und ihre britische Kollegin Vanessa Redgrave, die den Preis jeweils drei Mal gewinnen konnten. 15 Mal gelang es der Filmkritikervereinigung, vorab die Oscar-Gewinnerin zu präsentieren, zuletzt im Jahr 2021 geschehen, als sich Frances McDormand (Nomadland) in die Siegerliste eintragen konnte. 2012 gewann die deutsch-amerikanische Schauspielerin Kirsten Dunst den Preis für ihre Darstellung in Melancholia.
Bei der letzten Preisvergabe im Jahr 2024 gewann die deutsche Schauspielerin Sandra Hüller für ihre Rollen in Anatomie eines Falls und The Zone of Interest (61 Punkte) vor Emma Stone (Poor Things, 56 Punkte) und Lily Gladstone (Killers of the Flower Moon, 44 Punkte).
| Jahr | Preisträgerin        | Filmtitel                                 | Deutscher Verleihtitel                           |
| ---- | -------------------- | ----------------------------------------- | ------------------------------------------------ |
| 1967 | Sylvie               | La vieille dame indigne                   | Die unwürdige Greisin                            |
| 1968 | Bibi Andersson       | Persona                                   | Persona                                          |
| 1969 | Liv Ullmann          | Skammen                                   | Schande                                          |
| 1970 | Vanessa Redgrave     | Isadora                                   | Isadora                                          |
| 1971 | Glenda Jackson*      | Women in Love                             | Liebende Frauen                                  |
| 1972 | Jane Fonda*          | Klute                                     | Klute                                            |
| 1973 | Cicely Tyson         | Sounder                                   | Das Jahr ohne Vater                              |
| 1974 | Liv Ullmann          | Nybyggarna                                | Das neue Land                                    |
| 1975 | Liv Ullmann          | Scener ur ett äktenskap                   | Szenen einer Ehe                                 |
| 1975 | Isabelle Adjani      | L'Histoire d'Adèle H.                     | Die Geschichte der Adèle H.                      |
| 1977 | Sissy Spacek         | Carrie                                    | Carrie – Des Satans jüngste Tochter              |
| 1977 | Diane Keaton*        | Annie Hall                                | Der Stadtneurotiker                              |
| 1979 | Ingrid Bergman       | Höstsonaten                               | Herbstsonate                                     |
| 1980 | Sally Field*         | Norma Rae                                 | Norma Rae – Eine Frau steht ihren Mann           |
| 1981 | Sissy Spacek*        | Coal Miner's Daughter                     | Nashville Lady                                   |
| 1982 | Marília Pêra         | Pixote: A Lei do Mais Fraco               | Asphalt-Haie                                     |
| 1983 | Meryl Streep*        | Sophie's Choice                           | Sophies Entscheidung                             |
| 1984 | Debra Winger         | Terms of Endearment                       | Zeit der Zärtlichkeit                            |
| 1985 | Vanessa Redgrave     | The Bostonians                            | Die Damen aus Boston                             |
| 1986 | Vanessa Redgrave     | Wetherby                                  | Wetherby                                         |
| 1987 | Chloe Webb           | Sid and Nancy                             | Sid und Nancy                                    |
| 1988 | Emily Lloyd          | Wish You Were Here                        | Wish You Were Here                               |
| 1989 | Judy Davis           | High Tide                                 | High Tide                                        |
| 1990 | Michelle Pfeiffer    | The Fabulous Baker Boys                   | Die fabelhaften Baker Boys                       |
| 1991 | Anjelica Huston      | The Grifters The Witches                  | Grifters Hexen hexen                             |
| 1992 | Alison Steadman      | Life Is Sweet                             | Life is Sweet                                    |
| 1993 | Emma Thompson*       | Howards End                               | Wiedersehen in Howards End                       |
| 1994 | Holly Hunter*        | The Piano                                 | Das Piano                                        |
| 1995 | Jennifer Jason Leigh | Mrs. Parker and the Vicious Circle        | Mrs. Parker und ihr lasterhafter Kreis           |
| 1996 | Elisabeth Shue       | Leaving Las Vegas                         | Leaving Las Vegas                                |
| 1997 | Emily Watson         | Breaking the Waves                        | Breaking the Waves                               |
| 1998 | Julie Christie       | Afterglow                                 | Liebesflüstern                                   |
| 1999 | Ally Sheedy          | High Art                                  | High Art                                         |
| 2000 | Reese Witherspoon    | Election                                  | Election                                         |
| 2001 | Laura Linney         | You Can Count on Me                       | You Can Count on Me                              |
| 2002 | Naomi Watts          | Mulholland Dr.                            | Mulholland Drive – Straße der Finsternis         |
| 2003 | Diane Lane           | Unfaithful                                | Untreu                                           |
| 2004 | Charlize Theron*     | Monster                                   | Monster                                          |
| 2005 | Imelda Staunton      | Vera Drake                                | Vera Drake                                       |
| 2005 | Hilary Swank*        | Million Dollar Baby                       | Million Dollar Baby                              |
| 2006 | Reese Witherspoon*   | Walk the Line                             | Walk the Line                                    |
| 2007 | Helen Mirren*        | The Queen                                 | Die Queen                                        |
| 2008 | Julie Christie       | Away from Her                             | An ihrer Seite                                   |
| 2009 | Sally Hawkins        | Happy-Go-Lucky                            | Happy-Go-Lucky                                   |
| 2010 | Yolande Moreau       | Séraphine                                 | Séraphine                                        |
| 2011 | Giovanna Mezzogiorno | Vincere                                   | nicht bekannt                                    |
| 2012 | Kirsten Dunst        | Melancholia                               | Melancholia                                      |
| 2013 | Emmanuelle Riva      | Amour                                     | Liebe                                            |
| 2014 | Cate Blanchett*      | Blue Jasmine                              | Blue Jasmine                                     |
| 2015 | Marion Cotillard     | The Immigrant Deux jours, une nuit        | The Immigrant Zwei Tage, eine Nacht              |
| 2016 | Charlotte Rampling   | 45 Years                                  | 45 Years                                         |
| 2017 | Isabelle Huppert     | Elle L’Avenir                             | Elle Alles was kommt                             |
| 2018 | Sally Hawkins        | The Shape of Water Maudie                 | Shape of Water – Das Flüstern des Wassers Maudie |
| 2019 | Olivia Colman*       | The Favourite                             | The Favourite – Intrigen und Irrsinn             |
| 2020 | Mary Kay Place       | Diane                                     | nicht bekannt                                    |
| 2021 | Frances McDormand*   | Nomadland                                 | Nomadland                                        |
| 2022 | Penélope Cruz        | Madres paralelas                          | Parallele Mütter                                 |
| 2023 | Cate Blanchett       | Tár                                       | Tár                                              |
| 2024 | Sandra Hüller        | Anatomie d’une chute The Zone of Interest | Anatomie eines Falls The Zone of Interest        |

* = Schauspielerinnen, die für ihre Rolle später den Oscar als Beste Hauptdarstellerin des Jahres gewannen